# 李纯涛
李纯涛（1958年—），江苏射阳人，中华人民共和国政治人物，曾任江苏省盐城市政协副主席。江苏省委党校研究生学历。2016年10月12日，中纪委通报：李纯涛因严重违法违纪而被查处。

## 生平
1978年3月参加工作，1983年5月加入中国共产党。
1997年11月至2001年1月 任江苏省盐城市城区委副书记。2001年1月至2004年2月，任江苏省盐城市城区委副书记、代区长、区长。2004年2月至2006年9月，任江苏省盐城市盐都区委副书记、区长。2006年9月至2011年1月，任江苏省盐城市盐都区委书记。2011年1月至2012年6月，任江苏省盐城市盐都区委书记、区人大常委会主任.
2012年6月至2013年11月，任江苏省盐城市政协副主席、盐都区委书记、区人大常委会主任；
2013年11月至2016年，任江苏省盐城市政协副主席。

### 落马
2016年10月10日上午，被网友戏称为“三表哥”的盐城市政协副主席李纯涛，被江苏省纪委带走。
2016年10月12日，据江苏省纪委消息：江苏省盐城市政协副主席李纯涛涉嫌严重违纪，接受组织调查。
2017年3月29日，江苏省纪委决定给予李纯涛开除党籍、开除公职处分；将其涉嫌犯罪问题及线索移送司法机关依法处理。
2018年6月6日，泰州市中级人民法院宣判李纯涛受贿案，李纯涛被判处有期徒刑10年，并处罚金人民币50万元，受贿所得财物上缴国库。

## 家庭
李纯涛的叔叔是原江苏省高级人民法院院长、原江苏省人大副主任李佩佑。据悉，李纯涛曾多次风传遭上级部门调查，但针对李的调查，直到其叔叔李佩佑远离核心司法岗位，才有了实质性的进展。